# Торрес, Эдсон
Эдсон Энрике Торрес Ульоа (исп. Edson Enrique Torres Ulloa; род. 30 июля 1998 года в Гвадалахара, Мексика) — мексиканский футболист, атакующий полузащитник клуба «Гвадалахара».

## Клубная карьера
Торрес — воспитанник клуба «Гвадалахара» из своего родного города. 27 июля 2016 года в поединке Кубка Мексики против «Чьяпас» Эдсон дебютировал за основной состав. 7 августа в поединке против «Керетаро» он дебютировал в мексиканской Примере. В 2017 году он стал чемпионом и обладателем Кубка Мексики. В 2018 году Торрес стал победителем Лиги чемпионов КОНКАКАФ.

## Достижения
Клубные
 «Гвадлахара»
- Чемпионат Мексики по футболу — Клаусура 2017
- Обладатель Кубка Мексики — 2017
- Победитель Лиги чемпионов КОНКАКАФ — 2018